# COVID-19 у Луганській області
Коронаві́русна хворо́ба 2019 у Луга́нській о́бласті — розповсюдження пандемії коронавірусу територією Луганської області.
Перший випадок появи коронавірусної хвороби було виявлено на території Луганщини 25 березня 2020 року.
Станом на ранок 1 вересня 2020 року, у Луганській області виявлено 320 випадків захворювання.

## Хронологія
25 березня 2020 року у Луганській області підтверджено перший випадок інфікування коронавірусом, про це повідомила Луганська ОДА на своїй сторінці у Facebook. Як повідомив глава Луганської ОДА Сергій Гайдай, інфікована людина знаходиться в ізольованому боксі інфекційного відділення у Рубіжному, також було встановлено що інфікований контактував із народним депутатом, у якого раніше виявили коронавірус.
28 березня На Луганщині підтвердили другий випадок захворювання на коронавірус. Хворим виявився 31-річний чоловік, котрий повернувся із Польщі, його було госпіталізовано. Також було виявлено осіб, котрі з ним контактували, зараз вони знаходяться на самоізоляції.
10 травня за добу в області не було зареєстровано нових випадків.

## Запобіжні заходи
З 12 березня на Луганщині запровадили карантин, котрий як планувалося буде тривати до 3 квітня, були заборонені: масові заходи, концерти, спортивні змагання. На три тижні було зачинено усі навчальні заклади.
З 16 березня було обмежено перетин контрольних пунктів в'їзду-виїзду (КПВВ) в обох напрямках на та з тимчасово окупованих частин Донецької та Луганської областей.